# Curino
Curino é uma comuna italiana da região do Piemonte, província de Biella, com cerca de 474 habitantes. Estende-se por uma área de 21 km², tendo uma densidade populacional de 23 hab/km². Faz fronteira com Brusnengo, Casapinta, Crevacuore, Masserano, Mezzana Mortigliengo, Pray, Roasio (VC), Soprana, Sostegno, Trivero, Villa del Bosco.

## Demografia
| Variação demográfica do município entre 1861 e 2011                               |
|                                                                                   |
| Fonte: Istituto Nazionale di Statistica (ISTAT) - Elaboração gráfica da Wikipedia |